# Instituto Francis Crick
O Instituto Francis Crick (antigo Centro de Pesquisa Médica e Inovação do Reino Unido) é um centro de pesquisa biomédica em Londres, que foi estabelecido em 2010 e inaugurado em 2016. O instituto é uma parceria entre o Cancer Research UK, o Imperial College London, o King's College London (KCL), o Medical Research Council, o University College London (UCL) e o Wellcome Trust. O instituto tem 1.500 funcionários, incluindo 1.250 cientistas, e um orçamento anual de mais de £100 milhões, tornando-o o maior laboratório biomédico da Europa.
O instituto leva o nome do biólogo molecular, biofísico e neurocientista Francis Crick, co-descobridor da estrutura do DNA, que compartilhou o Prêmio Nobel de Fisiologia e Medicina de 1962 com James Watson e Maurice Wilkins. Extraoficialmente, o Crick foi chamado de Catedral de Sir Paul, uma referência a Sir Paul Nurse e à Catedral de São Paulo em Londres.

## História
Em 2003, o Conselho de Pesquisa Médica decidiu que seu Instituto Nacional de Pesquisa Médica (NIMR) precisaria se mudar de Mill Hill. Uma Força-Tarefa, um de cujos membros externos era Sir Paul Nurse, foi criada para considerar as opções. Os locais eventualmente rejeitados incluíam o Addenbrooke's e o National Temperance Hospital.
Em 11 de fevereiro de 2005, foi anunciado que o NIMR seria transferido para a University College London, mas isso dependia do financiamento do Fundo de Capital de Grandes Instalações do governo e não prosseguiu.

### Fundação: inicialmente nomeado como UKCMRI
A criação do Centro de Pesquisa Médica e Inovação do Reino Unido (UKCMRI em inglês) foi anunciada pelo então primeiro-ministro britânico, Gordon Brown, em 5 de dezembro de 2007. Em 13 de junho de 2008, o eventual local de 3,5 acres em Brill Place foi comprado para o UKCMRI por £85 milhões, dos quais £46,75 milhões foram fornecidos pela MRC.
David Cooksey foi presidente do Francis Crick Institute de 2009 a agosto de 2017.
Em 15 de julho de 2010, foi anunciado que o ganhador do Prêmio Nobel Paul Nurse seria o primeiro diretor e presidente-executivo do UKCMRI. Ele assumiu o cargo em 1º de janeiro de 2011. Em 20 de outubro de 2010, o Chanceler do Tesouro, George Osborne, confirmou que o governo britânico contribuiria com £220 milhões em quatro anos para o custo de capital do centro.

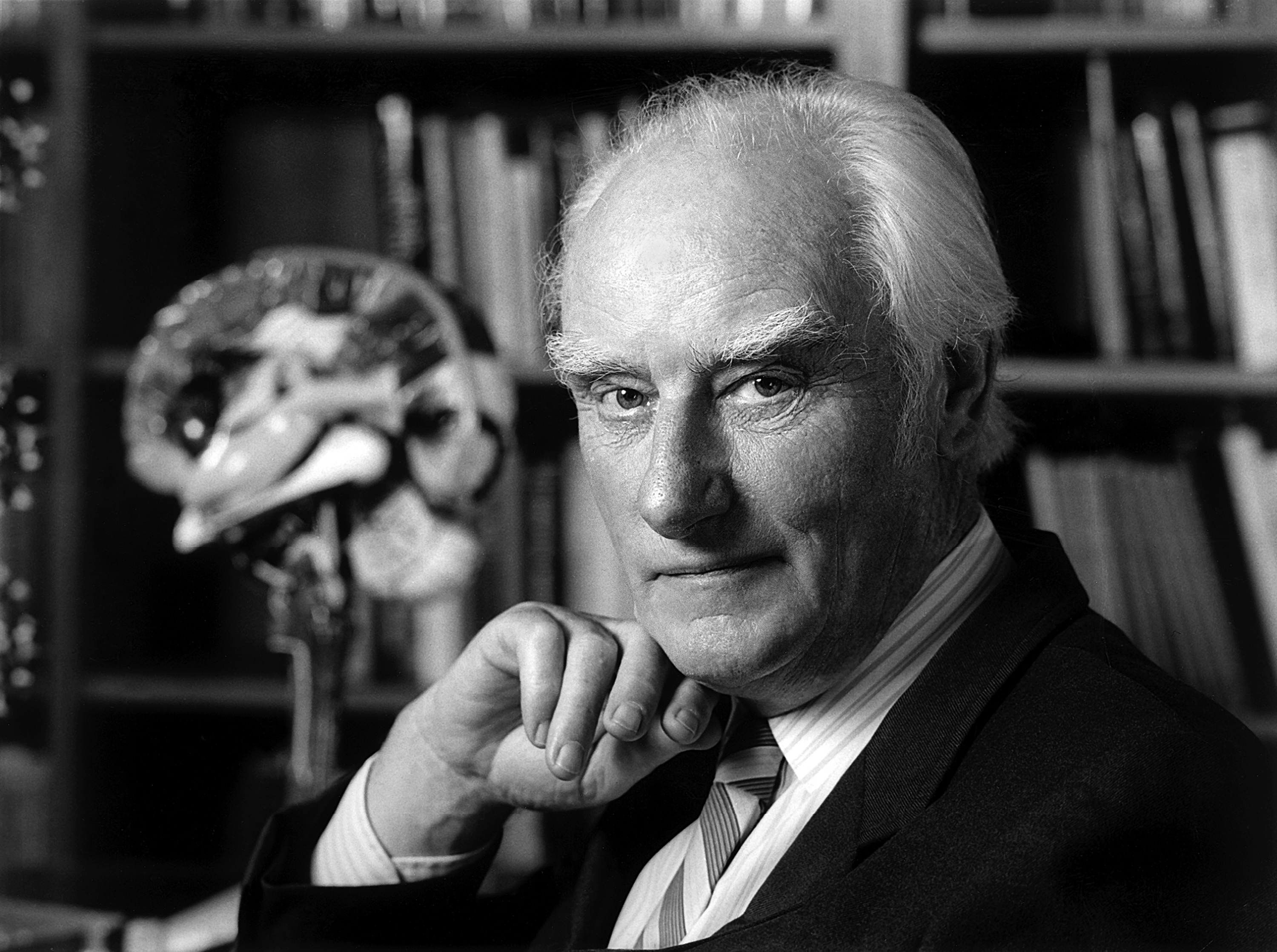
Francis Crick (acima) e James Watson foram dois estudiosos de Cambridge que criaram o primeiro modelo de dupla hélice de DNA e são os "pais da genética moderna".

Em 15 de abril de 2011, foi anunciado que o Imperial College London e o King's College London se juntariam ao UKCMRI como parceiros e que ambos haviam assinado um memorando de entendimento para comprometer £40 milhões cada um para o projeto.

### Renomeado como Francis Crick Institute
Em 25 de maio de 2011, foi anunciado que o UKCMRI seria renomeado como Instituto Francis Crick em julho para coincidir com o início da construção de seu prédio, em homenagem ao cientista britânico e ganhador do Prêmio Nobel Francis Crick. Em julho de 2011, o UKCMRI foi renomeado Instituto Francis Crick. A cerimônia de inauguração do novo prédio foi realizada em 11 de outubro de 2011, com a presença do então prefeito de Londres Boris Johnson, David Willetts e Sir Paul Nurse. A filha sobrevivente de Francis Crick, Gabrielle, fez um breve discurso, enquanto seu filho Mike doou a placa de carro "AT GC" de Crick para uma cápsula do tempo enterrada durante a cerimônia. Em 6 de junho de 2013, uma cerimônia de encerramento foi realizada, a estratégia científica do instituto foi anunciada e um subsídio de £3 milhões da Fundação Wolfson foi confirmado.
Em meados de agosto de 2016, as obras foram concluídas e o prédio foi entregue. Os primeiros cientistas chegaram em 1 de setembro. Em 9 de novembro de 2016, o Instituto Francis Crick foi oficialmente inaugurado pela Rainha, acompanhada pelo Duque de Edimburgo e pelo Duque de York. Durante a visita, um retrato de Francis Crick, de Robert Ballagh, foi revelado. Como parte de sua turnê, a Rainha iniciou o sequenciamento do genoma do diretor do Crick, Sir Paul Nurse - todas as três bilhões de letras em seu código de DNA.

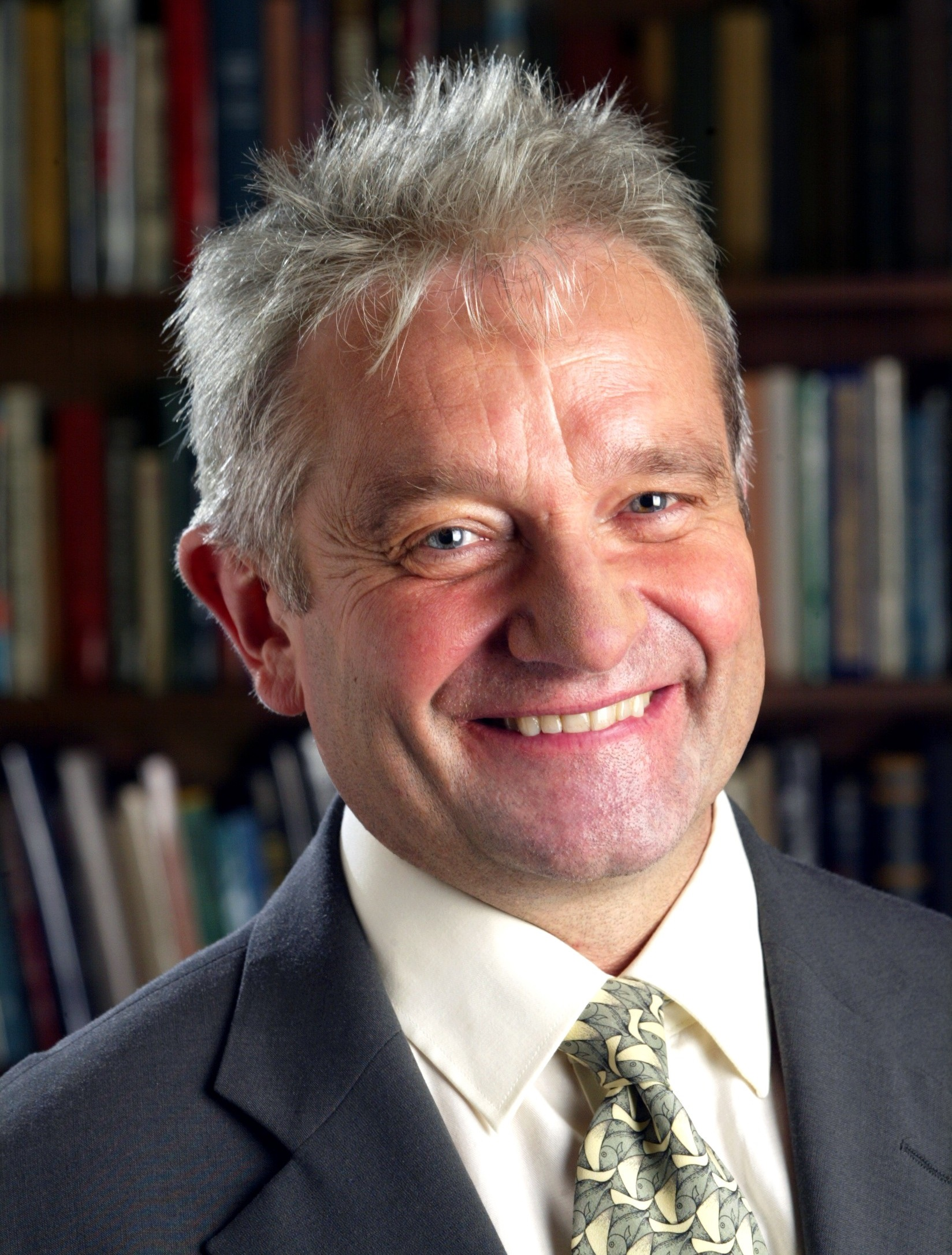
Paul Nurse, diretor e executivo-chefe do Instituto desde 2011

## Pesquisa

### Áreas de pesquisa
O Crick é um instituto de descoberta biomédica com o objetivo de ajudar a entender por que a doença se desenvolve e encontrar novas maneiras de tratar, diagnosticar e prevenir doenças como câncer, doenças cardíacas, derrame, infecções e doenças neurodegenerativas.
A ausência de qualquer pesquisa sobre doenças mentais foi contrária ao esforço declarado do Reino Unido por "paridade de estima" para a saúde mental.

### Programa cienctífico atual
O instituto define seu programa de pesquisa como explorando "sete questões científicas de alto nível que refletem as principais questões de interesse na pesquisa biomédica e as atuais estratégias de pesquisa de seus seis fundadores". De acordo com o instituto, essas questões são:
- Como um organismo vivo adquire forma e função?
- Como os organismos mantêm a saúde e o equilíbrio ao longo da vida e à medida que envelhecem?
- Como podemos usar o conhecimento biológico para melhor compreender, diagnosticar e tratar doenças humanas?
- Como o câncer começa, se espalha e responde à terapia?
- Como o sistema imunológico sabe se, quando e como reagir?
- Como os micróbios e patógenos funcionam e interagem com seus hospedeiros?
- Como o sistema nervoso detecta, armazena e responde às informações e retém essas informações ao longo da vida?

### Conquistas e impacto
Em 2015, Tomas Lindahl, líder de grupo emérito no Instituto Francis Crick e diretor emérito do Cancer Research UK no Clare Hall Laboratory, Hertfordshire, recebeu o Prêmio Nobel de Química junto com Paul Modrich e Aziz Sancar.
Em 2016, o Professor Tim Bliss, do Crick, e os Professores Graham Collingridge (Universidade de Bristol) e Richard Morris (Universidade de Edimburgo) receberam o Prêmio Brain.

## Edifício e instalações

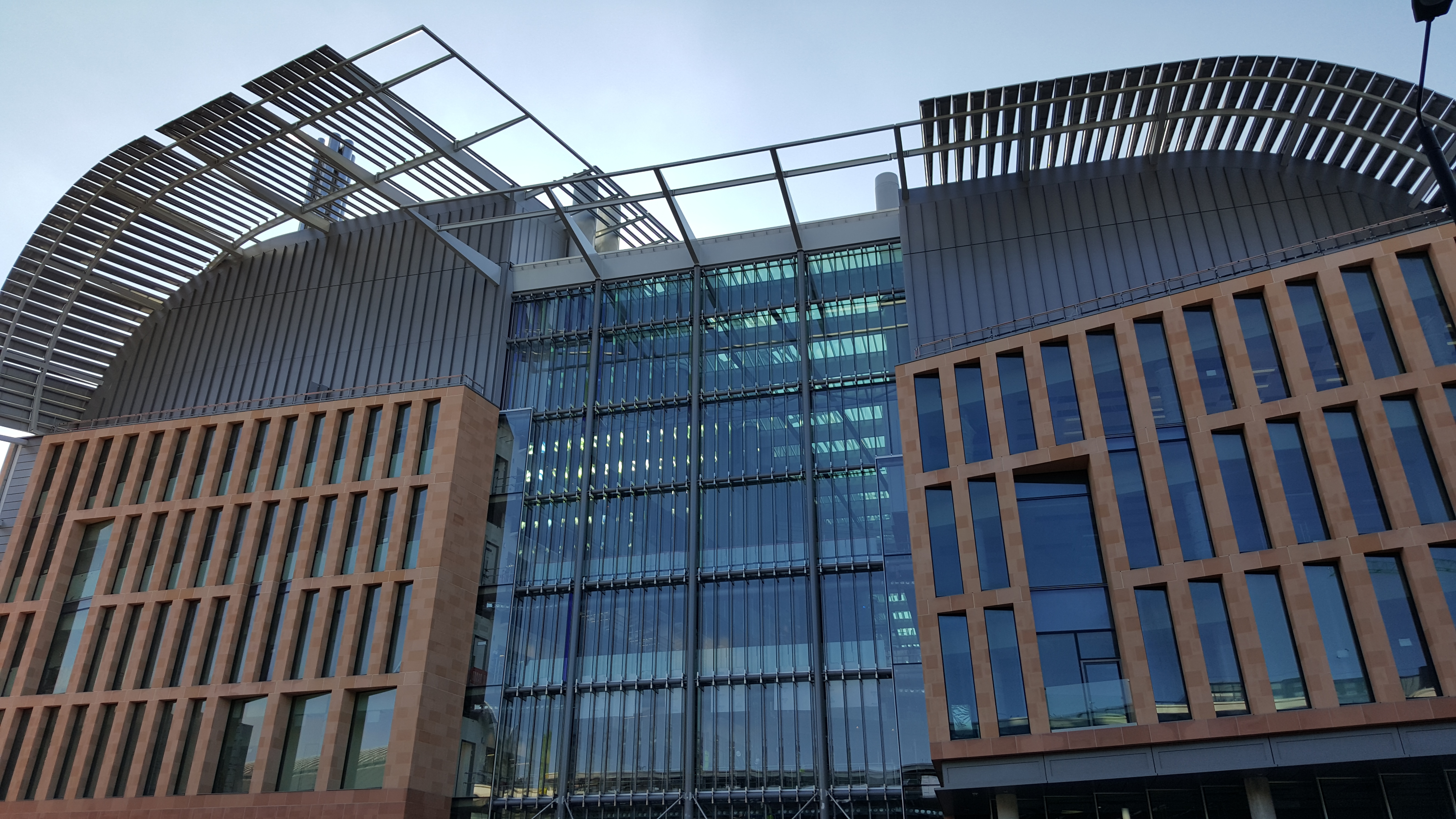
Edifício do Francis Crick Institute em outubro de 2015

O Francis Crick Institute está localizado em um edifício de última geração, inaugurado em 2016, construído próximo à estação ferroviária de St Pancras na área de Camden, no centro de Londres. É composto por quatro blocos de concreto armado de até oito andares de altura e quatro níveis de subsolo. A área total interna é de 82.578 m2, incluindo 29.179 m2 de laboratórios com 5km de bancada de laboratório e 21.839 m2 de espaço de escrita associado.
Os laboratórios dentro do prédio estão dispostos em quatro andares, compostos por quatro blocos interligados, projetados para estimular a interação entre cientistas que trabalham em diferentes áreas de pesquisa. O instituto também inclui um espaço de exposição pública/galeria, um espaço educacional, um auditório com 450 lugares e um espaço comunitário.